# Cavonus sharpi
Cavonus sharpi är en skalbaggsart som beskrevs av Blackburn 1888. Cavonus sharpi ingår i släktet Cavonus och familjen Dynastidae. Inga underarter finns listade.